# Głowy (Góry Kamienne)
Głowy (743 m n.p.m.) (niem. Hain Koppe) – góra graniczna w południowo-zachodniej Polsce i północnych Czechach, w Sudetach Środkowych, w Górach Kamiennych, w paśmie Gór Suchych. Brak czeskiej nazwy szczytu.
Wzniesienie położone w Sudetach Środkowych, w Górach Kamiennych, we wschodniej części pasma Gór Suchych (cz. Javoří hory), na południe od miejscowości Dworki i na południowy zachód od Krajanowa. Przez wierzchołek przechodzi polsko-czeska granica państwowa. Ma kształt grzbietu o rozciągłości wschód-zachód, z kulminacją po wschodniej stronie. Zachodni kraniec grzbietu, znajdujący się w Czechach nosi nazwę Hájek. Czeska, południowo-zachodnia część znajduje się w Obszarze Chronionego Krajobrazu Broumovsko.
Jest to wzniesienie zbudowane z permskich skał wylewnych - melafirów (trachybazaltów)należących do północno-wschodniego skrzydła niecki śródsudeckiej.
Szczyt porośnięty lasem świerkowym regla dolnego, na zboczach pola, łąki i nieużytki.

## Turystyka
Przez szczyt przechodzi szlak turystyczny:
- zielony – szlak graniczny prowadzący wzdłuż granicy z Tłumaczowa do Przełęczy Okraj